# Liejusaari
Liejusaari är en ö i Finland. Den ligger i sjön Ala-Kuurtonen och i kommunen Suomussalmi i den ekonomiska regionen  Kehys-Kainuu  och landskapet Kajanaland, i den centrala delen av landet, 600 km norr om huvudstaden Helsingfors. Öns area är 0,4 hektar och dess största längd är 130 meter i öst-västlig riktning.